# Posenkonferensen
Posenkonferensen var ett möte med Reichsführer-SS Heinrich Himmler, Reichsleiter och Gauleiter närvarande och ägde rum den 6 oktober 1943 i Posen i östra Tyskland (nuvarande Poznań i Polen). Himmler förklarade tydligt i sitt avslutande tal hur den slutgiltiga lösningen gick till, dess betydelse för de närvarande och dess långsiktiga betydelse för Tyskland.
Konferensen hade sammankallats på Hitlers order som en del av hans strategi om total krigföring. Avsikten var att låta alla närvarande få veta om den slutgiltiga lösningen och andra aktioner som begicks av SS och andra nazi-institutioner i det ockuperade Europa. Detta gjordes för att motivera alla att kämpa hårdare för seger eftersom de inte skulle kunna spela ovetande om krigsförbrytelserna och folkmorden efter kriget, om Tyskland skulle förlora. (De allierade hade redan meddelat sin avsikt att ställa alla regimens ledare inför rätta.)
Denna konferens är det starkaste beviset för att Albert Speer skulle ha känt till den slutgiltiga lösningen, något han förnekade i Nürnbergrättegången. Enligt det officiella protokollet var Speer närvarande när avslöjandet gjordes (Martin Bormann hävdade att Speer var närvarande), men Speer själv hävdade att han lämnat konferensen vid middagstid för ett möte med Hitler i högkvarteret. Många historiker anser att även om Speer inte var närvarande så borde han känt till talets innehåll genom sina vänner Karl Hanke och Baldur von Schirach.